# Град Горажде
Град Горажде је јединица локалне самоуправе у Босанско-подрињском кантону, на крајњем југоистоку Федерације БиХ. Главна градска насеља су Горажде и Витковићи.
Град се налази на обе обале реке Дрине и на источним падинама планине Јахорина.

## Становништво
По посљедњем службеном попису становништва из 1991. године, Општина Горажде је имала 37.573 становника, распоређених у 187 насељених мјеста.
| Националност       | 1991.           | 1981.           | 1971.           |
| Муслимани          | 26.296 (69,98%) | 25.142 (68,09%) | 24.544 (70,76%) |
| Срби               | 9.843 (26,19%)  | 9.107 (24,66%)  | 9.293 (26,79%)  |
| Хрвати             | 80 (0,21%)      | 99 (0,26%)      | 179 (0,51%)     |
| Југословени        | 789 (2,09%)     | 1.851 (5,01%)   | 168 (0,48%)     |
| остали и непознато | 565 (1,50%)     | 725 (1,96%)     | 501 (1,44%)     |
| Укупно             | 37.573          | 36.924          | 34.685          |

| Национални састав према попису из 2013. године‍ | Национални састав према попису из 2013. године‍ | Национални састав према попису из 2013. године‍ | Национални састав према попису из 2013. године‍ | Национални састав према попису из 2013. године‍ |
| ---------------------------------------------- | ---------------------------------------------- | ---------------------------------------------- | ---------------------------------------------- | ---------------------------------------------- |
|                                                |                                                |                                                |                                                |                                                |
| Бошњаци                                        | Бошњаци                                        |                                                | 19.692                                         | 94,23%                                         |
| Срби                                           | Срби                                           |                                                | 707                                            | 3,38%                                          |
| Хрвати                                         | Хрвати                                         |                                                | 23                                             | 0,11%                                          |
| остали                                         | остали                                         |                                                | 475                                            | 2,27%                                          |
| укупно: 20.897                                 |                                                |                                                |                                                |                                                |

## Насељена мјеста
После потписивања Дејтонског споразума предратна општина је подјељена на општину Горажде и општину Ново Горажде, површине 123 км2, која је припала Републици Српској.
Ахмовићи, Бачци, Бахово, Бакије, Баре, Батковићи, Безмиље, Биљин, Благојевићи, Богушићи, Боровићи, Бошковићи, Брајловићи, Братиш, Брекови, Брезје, Бријег, Будићи, Бутковићи, Бутковићи Иловача, Бучје, Витковићи, Влајчићи, Вранеши,Вранићи, Вранпоток, Врбица, Времци, Вучетићи, Гај, Гламоч, Гочела, Горажде, Горња Брда, Горња Буквица, Горњи Боговићи, Грабовик, Гуњачићи, Гуњевићи, Гусићи, Гусковићи, Дешева, Доња Брда, Доња Буквица, Доње Село, Доњи Боговићи, Драгољи, Дучићи, Ђаковићи, Жигови, Жилићи, Жужело, Забус, Завршје, Зоровићи, Зубовићи, Зубовићи у Оглечеви, Зупчићи, Илино, Иловача, Јагодићи, Јаровићи, Калац, Камен, Казагићи, Караузовићи, Каровићи, Књевићи, Ковачи, Кола, Колијевке, Коловарице, Коњбаба, Коњевићи, Косаче, Коџага Поље, Крабориш, Креча, Кутјеши, Кучине, Кушеши, Лалета, Лукарице, Марковићи, Милановићи, Мирвићи, Мирвићи на Подхрањену, Моринац, Мрави, Мравињац, Мркови, Некопи, Озреновићи, Ораховице, Оручевац, Осаница, Осјечани, Остружно, Оџак, Параун, Перјани, Пијестина, Пијевац, Плеси, Подкозара Доња, Подхрањен, Подхомара, Поратак, Потркуша, Присоје, Радићи, Радијевићи, Радововићи, Рашковићи, Ратковићи, Решетница, Роповићи, Росијевићи, Седлари, Сиједац, Скравник, Сопотница, Софићи, Спаховићи, Тупачићи, Ћатовићи,Ћехајићи, Ћурови, Утјешиновићи, Ухотићи, Ушановићи, Фаочићи, Хаџићи, Хранчићи, Хубјери, Црвица, Читлук, Човчићи, Џиндићи, Шабанци, Шашићи, Шеховићи, Шемихова, Шућурићи.
Већи дио општине Горажде остао је у саставу Федерације Босне и Херцеговине. У састав Републике Српске ушла су насељена мјеста: Башабулићи, Богданићи, Борак Брдо, Борова, Бошање, Бучје, Влаховићи, Гојчевићи, Градац, Драгољи, Драговићи, Ђаковићи, Живојевићи, Житово, Закаље, Запљевац, Земегреси, Зидине, Зорлаци, Зубовићи у Оглечеви, Јабука, Канлићи, Караузовићи, Копачи, Костеник, Крашићи, Љесковик, Машићи, Неворићи, Новаковићи, Оџак, Подкозара Горња, Подмељине, Подхомара, Прибјеновићи, Пролаз, Пршеши, Радијевићи, Радмиловићи, Роповићи, Русањ, Сеоча, Сурови, Требешево, Устипрача, Хајрадиновићи, Хладила, Хрид, Хрушањ, Џуха, Шовшићи, те дијелови насељених мјеста: Благојевићи, Доње Село, Жужело, Каровићи, Милановићи, Подкозара Доња, Сопотница, Ухотићи, Хубјери и Шућурићи. Од овог подручја формирана је Општина Ново Горажде.